# Jezioro Okrągłe (gmina Suwałki)
Jezioro Okrągłe – jezioro położone w północno-wschodniej Polsce w gminie Suwałki, na terenie Wigierskiego Parku Narodowego.
Jest położone na wysokości 131,9 m n.p.m. Jego powierzchnia wynosi 13,5 ha, średnia głębokość: 5,8 m, a maksymalna głębokość: 12,8 m.
W przeszłości jezioro Okrągłe należało do akwenu Prawigry. Obecnie wraz z jeziorami Mulicznym i Długim tworzy grupę tzw. Jezior Gawarcowskich, oddzieloną od Wigier półkilometrowym garbem morenowym. Jest objęte ochroną ścisłą.